# 1512 Oulu
1512 Oulu este un asteroid din  centura principală de asteroizi.

## Descriere
1512 Oulu est un asteroid din centura principală de asteroizi. A fost descoperit de către astronomul finlandez H. Alikoski, la 18 martie 1939, la Observatorul Astronomic din Turku, Finlanda. Prezintă o orbită carcterizată de o semiaxă majoră egală 3,95 u.a., o excentricitate de 0,149 și de o înclinație de 6,489° în raport cu ecliptica.

## Denumirea asteroidului
Asteroidul a fost denumit pentru omagierea orașului natal al descoperitorului, Oulu, situat în nordul Finlandei.